# Metanefrydium

Schemat budowy wewnętrznej dwóch metamerów skąposzczeta.
(10) – metanefrydium
Oznaczenia wszystkich liczb:
1 – światło jelita,
2 – tyflosolis,
3 – szczecinki,
4 – oskórek,
5 – naczynia krwionośne,
6 – nabłonek,
7 – mięśnie okrężne,
8 – przegroda międzysegmentowa,
9 – kanalik zakończony otworem wydalniczym,
10 – metanefrydium,
11 – segmentalny zwój nerwowy.

Metanefrydium – segmentalny, zwykle parzysty narząd wydalniczy pochodzenia mezodermalnego niektórych bezkręgowców mających dobrze rozwiniętą wtórną jamę ciała (celomę). Występuje u pierścienic (skąposzczetów, pijawek i szczetnic), sikwiaków, kryzelnic i ramienionogów.
W najbardziej typowej postaci spotykanej u pierścienic metanefrydium utworzone jest z otwierającego się do wtórnej jamy ciała, orzęsionego lejka zwanego nefrostomem oraz krętego, wewnątrz orzęsionego kanalika prowadzącego na zewnątrz ciała. Płyny celomy dzięki ruchom rzęsek wpływają do lejka i dalej do kanalika, gdzie następuje resorpcja wody i substancji nadających się do wykorzystania, natomiast wydaliny są przez rzęski wypychane na zewnątrz. 
Metanefrydia u różnych zwierząt ulegają rozmaitym modyfikacjom, np. na kanalikach tworzą się pęcherzyki gromadzące okresowo mocz lub zanikają rzęski, a lejki zamknięte są błoniastym pęcherzykiem.